# That’s Me
«That’s Me» — песня шведской поп-группы ABBA из альбома Arrival. Песня была записана в 1976 году. В Европе «That’s me» была на выпущена в качестве сингла (B-сторона) вместе со знаменитой песней «Dancing Queen» (A-сторона).

## Кавер-версии
1. В 1999 году был выпущен альбом трибьют-группы Arrival, который называется" First Flight". Этот альбом содержит кавер-версию на песню «That’s Me».
2. В 2001 году песня была ремиксирована Sabu. Кавер был включен в сборник " Ibiza Caliente Mix ".